# Portland-klass
Portland-klass var en amerikansk fartygsklass som bestod av kryssarna USS Indianapolis och USS Portland. Fartygen beställdes ursprungligen som Northampton-klass i början på 1930-talet. Dessa kryssare använde samma trepipiga kanontorn för sina 20 cm kanoner, men monterade dubbelt så många 12 cm kanoner (8 istället för 4), och var något tyngre.